# Puig del Suro
El Puig del Suro  és una muntanya de 622 metres que es troba al municipi de Cabanelles, a la comarca catalana de l'Alt Empordà.